# Gabriel Chmura
Gabriel Chmura

Link zum Bild

Gabriel Chmura (* 7. Mai 1946 in Breslau; † 17. November 2020 in Brüssel) war ein polnisch-israelischer Dirigent, Generalmusikdirektor in Aachen, Bochum, Ottawa sowie Chefdirigent in Kattowitz und in Posen.

## Leben und Wirken
Bereits seit seiner Kindheit lernte Chmura das Klavierspiel bei Adam Kopyciński, welcher zunächst Leiter des Männerorchesters von Auschwitz war und später die Leitung der Breslauer Oper und der Warschauer Philharmonie übernommen hatte. Im Jahr 1957 emigrierte Chmura mit seiner Familie nach Israel, wo er ab 1964 an der Musikakademie Tel Aviv die Fächer Klavier, Komposition und Dirigieren studierte. Anschließend setzte er von 1966 bis 1968 sein Studium des Dirigierens bei Pierre Dervaux an der École Normale de Musique de Paris und von 1969 bis 1971 bei Hans Swarowsky an der Universität für Musik und darstellende Kunst Wien fort. Zum Abschluss seines Studiums gewann er im Jahr 1971 sowohl den 1. Preis beim Dirigenten-Wettbewerb der Herbert-von-Karajan-Stiftung in Berlin als auch die Goldmedaille im „Guido Cantelli-Wettbewerb“ an der Mailänder Scala.
Auf Grund seiner Referenzen wurde Gabriel Chmura bereits drei Jahre später zum Generalmusikdirektor an das Stadttheater Aachen berufen und war mit seinen erst 28 Jahren der jüngste Orchesterleiter Deutschlands. Nach einer überaus erfolgreichen Zeit mit dem Sinfonieorchester Aachen wechselte er 1982 zu den Bochumer Symphonikern sowie 1987 zum Orchester des National Arts Centre Ottawa. Schließlich wurde Chmura im Jahr 2001 zum Musikdirektor an das Nationale Symphonieorchester des Polnischen Rundfunks (Narodowa Orkiestra Symfoniczna Polskiego Radia) in Kattowitz berufen und bekleidete diese Stelle bis 2007.
Zwischenzeitlich wurde Chmura weltweit zu zahlreichen Gastauftritten und Konzertengagements mit renommierten Orchestern eingeladen. So dirigierte er unter anderem die Berliner und Nürnberger Philharmoniker, das Israel Philharmonic Orchestra, das Montrealer Symphonieorchester, das Nationalorchester Frankreich oder das La Orquesta Filarmónica de la UNAM (OFUNAM) in Mexiko-Stadt. Neben seinem Engagement beim polnischen Rundfunkorchester arbeitete Chmura in Polen auch mit den Krakauer, Posener und Warschauer Philharmonikern sowie der Warschauer Oper zusammen, mit der er zuletzt Neueinspielungen von Gounods Faust sowie Offenbachs Hoffmanns Erzählungen einspielte.
Hinzu kamen zahlreiche CD-Aufnahmen unter anderem mit dem Philharmonia Orchestra London, dem Rundfunk-Sinfonieorchester Berlin und dem Münchner Rundfunkorchester. Gabriel Chmura wurde auf Grund seiner Einspielungen unter anderem von Schuberts Oratorium Lazarus mit dem Radio-Sinfonieorchester Stuttgart mit dem Grand Prix du Disque Mondial de Montreux geehrt sowie mit The best choice der American Record Guide und einer Nominierung zum Canadian JUNO Award für die Aufnahme von  Haydns 6., 7. und 8. Sinfonie mit dem National Arts Centre Orchestra.
Er ist der Vater von Benjamin Chmura.

## Diskographie (Auswahl)
- Haydn:  Symphonien Nr. 6, 7 & 8; Nationales Symphonieorchester des Polnischen Rundfunks, Katowice – SMCD 5085
- Mahler: Symphonie Nr. 1 und Sibelius: Valse triste; Nationales Symphonieorchester des Polnischen Rundfunks – ACD 124-2
- Schubert: Symphonie Nr. 7 E-Dur (Weltpremiere); Radio-Symphonie-Orchester Berlin – Koch Schwann CD 311 012 H1
- Weinberg: Symphonien Nr. 1 und 5; Nationales Symphonieorchester des Polnischen Rundfunks – CHAN 10128 (Chandos-Verlag Oxford)
- Weinberg: Symphonien Nr. 2 und 4; Nationales Symphonieorchester des Polnischen Rundfunks – CHAN 10237
- Weinberg: Symphonien Nr. 14 und 16; Nationales Symphonieorchester des Polnischen Rundfunks – CHAN 10334